# Вержей
'Вержей (словен. Veržej) — поселення в общині Вержей, Помурський регіон, Словенія. Висота над рівнем моря: 182,5 м.